# Romeo Venturelli
Romeo Venturelli (Sassostorno di Lamba Mocogno, Emília-Romanha, 9 de dezembro de 1938 - Pavullo nel Frignano, 2 de abril de 2011) foi um ciclista italiano, profissional entre 1960 e 1973. Era irmão do também ciclista Renato Venturelli.
Em seu palmarés destaca uma vitória de etapa e a liderança durante uma jornada ao Giro d'Italia de 1960 e o Giro do Piamonte de 1965.

## Palmarés
- 1957
  - 1º no Piccolo Giro de Lombardia
  - 1º no Troféu Mario Pizzoli
- 1958
  - 1º no Grande Prêmio Ezio de Rosso
  - 1º no Troféu Mario Pizzoli
  - 1º na Copa 29 Martirio de Figline di Prato
- 1959
  - 1º no Grande Prêmio da Libertação
  - Vencedor de 3 etapas da Carreira da Paz
- 1960
  - 1º no Troféu Baracchi, com Diego Ronchini
  - Vencedor de uma etapa do Giro d'Italia
  - Vencedor de uma etapa da Paris-Nice
  - Vencedor de uma etapa do Tour de Romandia
  - Vencedor de uma etapa da Menton-Roma
- 1965
  - 1º no Giro do Piemonte

### Resultados no Giro d'Italia
- 1960. Abandona. Vencedor de uma etapa. Leva a maglia rosa durante 1 etapa
- 1961. Abandona
- 1965. Abandona